# Ca l'Alegre (Rajadell)
Ca l'Alegre és una masia situada al municipi de Rajadell a la comarca catalana del Bages.